# Ronan Point

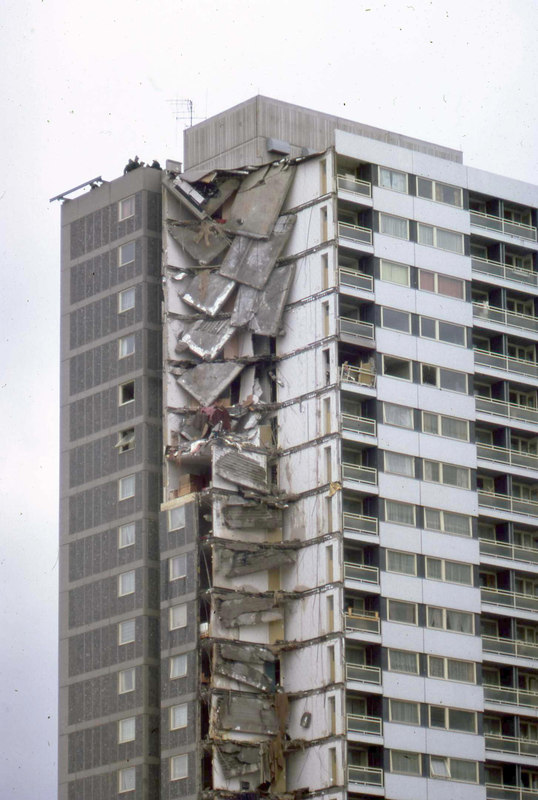
Ronan Point na de explosie.

Ronan Point was een 23 verdiepingen hoge woontoren in Oost-Londen. Deze werd begin mei 1968 opgeleverd.
Een week na de opening vond een gasexplosie plaats waardoor het gebouw onbewoonbaar werd. Mogelijk was de grote schaal van de schade te wijten aan een constructiefout. De toren werd gerenoveerd maar werd nooit meer een populaire woonplek. In 1986 werd deze dan ook afgebroken.

## De gasexplosie
Op 16 mei 1968 stak Ivy Hodge, een bewoonster van de 18e verdieping, het fornuis aan om thee te zetten. Door een lek had de keuken zich echter gevuld met gas. Dit had zij niet opgemerkt doordat zij een grote hoeveelheid luchtverfrissers gebruikte. De explosie die volgde vaagde de woningen boven haar volledig weg. Deze waren nog onbewoond. Van de woningen onder haar zijn alleen de zitkamers ingestort. Door de explosie verloren vier mensen het leven en raakten er 17 gewond.
Ivy zelf heeft het ongeluk overleefd maar is na de renovatie niet teruggekeerd in de flat. Wel nam ze haar gasfornuis, dat nauwelijks beschadigd was, mee naar haar nieuwe woning.